# St.-Louis-Kirche (Berlin)
Die St.-Louis-Kirche ist eine römisch-katholische Kirche im Berliner Ortsteil Wedding. Sie wurde in den 1950er Jahren als Standortkirche für die französischen Militärangehörigen im Quartier Napoleon errichtet und in den 2010er Jahren unter Denkmalschutz gestellt.

## Lage
Der geostete Sakralbau steht am Kurt-Schumacher-Damm 129 innerhalb der Julius-Leber-Kaserne. (Hier macht der Damm eine sanfte Kurve nach Nordosten, danach verläuft er ein Stück parallel zur Stadtautobahn BAB 111.)
Das Kirchengebäude befindet sich auf der Südseite der Straße und gliedert sich in die Umfassungsmauer der Julius-Leber-Kaserne ein, die von den französischen Besatzungstruppen bis zu deren offiziellem Abzug in den 1990er Jahren genutzt wurde. Auch nach dem Abzug finden in dem Sakralbau weiter Gottesdienste statt, nun auch für deutsche Militärs oder Polizisten. Betreiber ist die Bundeswehr.

## Geschichte
Für die katholischen Gläubigen der französischen Armee, die im Rahmen des Potsdamer Abkommens zwei Bezirke Berlins kontrollierten und in einer vorhandenen Kaserne untergebracht waren, wurde von der Armeeleitung der Bau einer Gottesdienststätte beschlossen.
Die Pläne für einen modernen, aber eher unauffälligen Kirchenbau, der sich in die Kasernen eingliedert, lieferte André Châtelain, zusammen mit Hansrudolf Plarre (1922–2008) und dem Designer Raymond Joly (1911–2006), der 1952 die Innenausstattung entwarf.
Die Bauarbeiten fanden 1952/1953 unter Leitung des deutschen Architekten Helmut Krafft statt. Die französischen Militärs feierten mit Kardinal-Erzbischof Maurice Feltin von Paris am 15. Mai 1953 die Kirchenweihe. Der Innenausbau war 1955 abgeschlossen.
Die Namensgebung des Kirchengebäudes und der Gemeinde bezieht sich auf die französische Schreibweise des Heiligen Ludwig (Saint Louis).
Architekt Karl Frey gestaltete im Jahr 2003 den Altarraum neu.
Das Gotteshaus dient seit den späten 1990er Jahren der Bundeswehr-Militärseelsorge.

## Architektur
Es handelt sich um einen einetagigen langgestreckten Bau mit steilem Pultdach. Das Kirchengebäude ist (ohne Anbau) rund 50 Meter lang und 13,50 Meter breit. In die südliche Längswand sind mehr als 14 schmale hochrechteckige Sprossenfenster eingebaut, die allesamt mit bunten Mosaikscheiben ausgestattet sind und stilisierte kirchliche Motive zeigen. In der nördlichen Längswand gibt es nur im östlichen Bereich des Chorraumes ebensolche Fenster, hier sind es fünf dicht nebeneinander angeordnete. Diese Wand bildet zugleich einen Teil der Umfassungsmauer der Kaserne.
In der Südlängswand des Kirchengebäudes befindet sich zudem ein über drei Stufen erreichbarer Eingang, über dem eine aus weißem Sandstein gearbeitete reliefierte Kreuzigungsgruppe in einem Giebelfeld angebracht ist.
Ein schmaler Campanile mit rechteckigem Grundriss ist dem Bauwerk auf der östlichen Nordlängswand eingebaut, unter dem es ein zweites barrierefreies schlichtes Kirchenportal gibt.
Der Turm besitzt einen offenen Glockenstuhl mit einem dreistimmigen Geläut. Seine Außenfassade wird durch ein riesiges aus Betonbalken markiertes Kreuz betont. Die vier Flächen um das Kreuz herum sind mit Basreliefs mit vereinfachten Szenen aus dem Jüngsten Gericht geschmückt.
Direkt über dem Eingang begrüßt die aus Sandstein geschlagene Figur des Königs Ludwig IX., der hier als Kirchenpatron gilt (Heiliger Ludwig), die Besucher.
Auf dem Dach des Turmes erhebt sich über einem Turmknauf ein metallenes Kreuz. Die Dächer des Kirchenschiffes und des Turmes sind mit roten Dachziegeln gedeckt.
Zwei baulich abgesetzte niedrigere und schmalere Bauten sind an der östlichen Giebelseite angefügt. Einer ist etwa 3,50 Meter lang und befindet sich in der Achse des Kirchengebäudes. Das zweite Bauwerk steht im rechten Winkel dazu.
Das Kircheninnere ist nicht in Schiffe untergliedert, eine Raumdecke gibt es ebenfalls nicht. Sie wird von dem sichtbaren hölzernen Dachstuhl gebildet. Die Altarseite ist wie eine Schaubühne geformt und vollkommen mit naturbelassenem Holz verkleidet. Der Altartisch steht an der Rampe und besteht ebenfalls aus einfachen hölzernen Formen. Zwei Bankreihen, durch einen Mittelgang getrennt, bieten Platz für rund 400 Kirchenbesucher. Gleichmäßig im Raum verteilt hängen elektrische Leuchten von der Dachkonstruktion herab.